# Bartłomiej Drągowski
Bartłomiej Drągowski (* 19. August 1997 in Białystok) ist ein polnischer Fußballspieler auf der Position des Torhüters. Er steht seit dem Januar 2024 bei Panathinaikos Athen unter Vertrag.

## Vereine

### Jagiellonia Białystok
Drągowski erlernte das Fußballspielen in der Jugendabteilung seines Heimatvereins Jagiellonia Białystok. Über die U-19 und die 2. Mannschaft konnte das Talent den Sprung in die Profimannschaft des polnischen Erstligisten schaffen und gehörte seit dem 1. Juli 2013 fest zu dessen Kader. Sein erstes Spiel in der Ekstraklasa absolvierte der begabte Torhüter im Alter von 17 Jahren am 27. Mai 2014 gegen Korona Kielce in einer turbulenten Partie, die mit 4:4 endete. Nach der roten Karte des etatmäßigen Stammtorhüters Jakub Słowik, machte Drągowski gegen Śląsk Wrocław am 6. Spieltag der Saison 2014/15 sein erstes Ligaspiel und absolvierte bis Ende der Saison 29 Spiele, wobei er zehn Spiele zu Null absolvierte. Durch starke Leistungen konnte er sich einen Stammplatz erkämpfen und war seitdem Stammtorhüter. Gegen den litauischen Vertreter Kruoja Pakruojis machte Drągowski 2015 bei der Qualifikation zur UEFA Europa League sein Debüt im Europapokal, ehe bereits in der 2. Qualifikationsrunde sein Verein gegen Omonia Nikosia aus Zypern ausschied. Insgesamt absolvierte Dragowki 69 Pflichtspiele für die Mannschaft von Białystok und kassierte dabei 94 Gegentore.

### AC Florenz
Zur Saison 2016/17 wechselt er zum Serie-A-Club AC Florenz und erhielt dort einen Fünfjahresvertrag. Dort kam der Torhüter erst langsam zum Zug und wurde erst nach seiner Leihrückkehr im Sommer 2019 Stammtorhüter des Vereins. Für Florenz stand er insgesamt 86 Mal auf dem Feld und musste dabei 125 Mal hinter sich greifen.

### FC Empoli
Ab Januar 2019 stand er sechs Monate leihweise für den FC Empoli im Tor und absolvierte 14 Erstligaspiele.

### Spezia Calcio
Am 10. August 2022 wechselte Dragowski für eine Ablösesumme von 2.000.000 Euro zum Ligarivalen Spezia Calcio und unterschrieb dort einen Vertrag bis 2025.

## Nationalmannschaft
Von 2011 bis 2019 absolvierte der Torhüter insgesamt 27 Partien diverse polnischen Jugendauswahlen. Am 7. Oktober 2020 gab er dann sein Debüt für die A-Nationalmannschaft in einem Testspiel gegen Finnland (5:1) in Danzig.